# Nocny koszmar
Nocny koszmar (ang. Sorority House Massacre 2 lub Nightie Nightmare) — amerykański horror z 1990 roku w reżyserii Jima Wynorskiego. Zdjęcia kręcono w Los Angeles. Sequel filmu Masakra w domu kobiet (1986).
Pięć studentek wynajmuje wspólny dom. Nie wiedzą, do jakich wydarzeń doszło w tej posiadłości przed pięcioma laty.